# Адміністративний устрій Кегичівського району
Адміністративний устрій Кегичівського району — адміністративно-територіальний поділ Кегичівського району Харківської області на 2 селищні ради та 14 сільських рад, які об'єднують 40 населених пунктів та підпорядковані Кегичівській районній раді. Адміністративний центр — смт Кегичівка.

## Список радКегичівського району
| №  | Назва                          | Центр              | Населені пункти                                                   | Площа км² | Місце за площею | Населення (2001), чол. | Місце за населенням |
| -- | ------------------------------ | ------------------ | ----------------------------------------------------------------- | --------- | --------------- | ---------------------- | ------------------- |
| 1  | Кегичівська селищна рада       | смт Кегичівка      | смт Кегичівка c. Антонівка c. Зелена Діброва                      |           |                 |                        |                     |
| 2  | Чапаєвська селищна рада        | смт Слобожанське   | смт Слобожанське c. Козацьке c. Олександрівське                   |           |                 |                        |                     |
| 3  | Андріївська сільська рада      | c. Андріївка       | c. Андріївка c. Землянки c. Олександрівка                         |           |                 |                        |                     |
| 4  | Бессарабівська сільська рада   | c. Бессарабівка    | c. Бессарабівка c. Коханівка                                      |           |                 |                        |                     |
| 5  | Власівська сільська рада       | c. Власівка        | c. Власівка c. Кофанівка c. Шевченкове                            |           |                 |                        |                     |
| 6  | Вовківська сільська рада       | c. Вовківка        | c. Вовківка c. Серго                                              |           |                 |                        |                     |
| 7  | Красненська сільська рада      | c-ще Красне        | c-ще Красне c-ще Вільне c. Калинівка c. Карабущине c. Краснянське |           |                 |                        |                     |
| 8  | Лозівська сільська рада        | c. Лозова          | c. Лозова                                                         |           |                 |                        |                     |
| 9  | Мажарська сільська рада        | c. Мажарка         | c. Мажарка                                                        |           |                 |                        |                     |
| 10 | Медведівська сільська рада     | c. Медведівка      | c. Медведівка c. Золотухівка                                      |           |                 |                        |                     |
| 11 | Новопарафіївська сільська рада | c. Нова Парафіївка | c. Нова Парафіївка                                                |           |                 |                        |                     |
| 12 | Павлівська сільська рада       | c. Павлівка        | c. Павлівка c. Калюжине c. Новоіванівка c. Писарівка              |           |                 |                        |                     |
| 13 | Парасковіївська сільська рада  | c. Парасковія      | c. Парасковія                                                     |           |                 |                        |                     |
| 14 | Розсохуватська сільська рада   | c. Розсохувата     | c. Розсохувата c. Крутоярівка                                     |           |                 |                        |                     |
| 15 | Рояківська сільська рада       | c. Рояківка        | c. Рояківка c. Гутирівка c. Дальнє c. Софіївка                    |           |                 |                        |                     |
| 16 | Шляхівська сільська рада       | c. Шляхове         | c. Шляхове c. Артемівка c. Козачі Майдани                         |           |                 |                        |                     |

* Примітки: м. — місто, с-ще — селище, смт — селище міського типу, с. — село